# Кингмен (округ)
Ки́нгмен (англ. Kingman County; стандартное обозначение KM) — округ в штате Канзас, США. Официально образован 7 марта 1872 года. По состоянию на 2010 год, численность населения составляла 7 858 человек.

## География
По данным Бюро переписи США, общая площадь округа равняется 2 245,532 км², из которых 2 235,172 км² суша и 8,547 км² или 0,400 % это водоёмы.

## Население
По данным переписи населения 2000 года в округе проживает 8 673 жителей в составе 3 371 домашних хозяйств и 2 420 семей. Плотность населения составляет 3,90 человека на км2. На территории округа насчитывается 3 852 жилых строений, при плотности застройки около 1,50-x строения на км2. Расовый состав населения: белые — 97,45 %, афроамериканцы — 0,21 %, коренные американцы (индейцы) — 0,58 %, азиаты — 0,24 %, гавайцы — 0,02 %, представители других рас — 0,35 %, представители двух или более рас — 1,15 %. Испаноязычные составляли 1,44 % населения независимо от расы.
В составе 32,40 % из общего числа домашних хозяйств проживают дети в возрасте до 18 лет, 61,90 % домашних хозяйств представляют собой супружеские пары проживающие вместе, 7,10 % домашних хозяйств представляют собой одиноких женщин без супруга, 28,20 % домашних хозяйств не имеют отношения к семьям, 26,00 % домашних хозяйств состоят из одного человека, 13,80 % домашних хозяйств состоят из престарелых (65 лет и старше), проживающих в одиночестве. Средний размер домашнего хозяйства составляет 2,51 человека, и средний размер семьи 3,03 человека.
Возрастной состав округа: 27,40 % моложе 18 лет, 5,80 % от 18 до 24, 24,70 % от 25 до 44, 22,50 % от 45 до 64 и 22,50 % от 65 и старше. Средний возраст жителя округа 40 лет. На каждые 100 женщин приходится 96,30 мужчин. На каждые 100 женщин старше 18 лет приходится 93,50 мужчин.
Средний доход на домохозяйство в округе составлял 37 790 USD, на семью — 44 547 USD. Среднестатистический заработок мужчины был 31 771 USD против 25 298 USD для женщины. Доход на душу населения составлял 18 533 USD. Около 8,40 % семей и 10,60 % общего населения находились ниже черты бедности, в том числе — 16,90 % молодёжи (тех, кому ещё не исполнилось 18 лет) и 7,40 % тех, кому было уже больше 65 лет.